# Achim Besgen
Achim Besgen (* 2. September 1924 in Eschweiler) ist ein deutscher katholischer Priester.

## Leben
Achim Besgen wurde 1949 mit einer Arbeit über Max Scheler an der Universität Bonn promoviert. 1952 wurde er zum Priester geweiht.
Vor 1960 im Urlaub auf Bühlerhöhe in Schwarzwald lernte er Felix Kersten kennen, dessen Beichtvater er wurde. Anhand der zum Teil noch unveröffentlichten Tagebücher Kerstens über die Jahre 1939 bis 1945 verfasste Besgen eine Biografie über Kersten. In einer wohlwollenden Besprechung wurde einschränkend gesagt: „Leider hat Besgen die von ihm benutzten Tagebuchstellen nur teilweise wörtlich zitiert, andere […] aber anscheinend gekürzt und nur sinngemäß gebracht“. Die Kopie eines Bernadotte-Briefs, zu dem die schwedische Regierung schon 1958 erklärt hatte, dass er auf einer Fälschung beruhe, „will Besgen in Kerstens Tagebuch gefunden haben, für dessen Authentizität er eine eidesstattliche Erklärung des holländischen Historikers Nicolaas W. Posthumus zitiert.“ Jedoch hat Posthumus selbst keine eidesstattliche Erklärung abgegeben, sondern er bezieht sich auf eine eidesstattliche Erklärung, die der ehemalige SS-Obergruppenführer Gottlob Berger, ein Freund und Vertrauter Kerstens, 1953 abgegeben hatte. Berger war gerade u. a. auf Fürsprache Kerstens aus der Haft entlassen worden. Gemäß der Einschätzung des deutsch-englischen Historikers Gerald Fleming in seiner Arbeit Die Herkunft des Bernadotte-Briefes von 1978 war die Erklärung wahrheitswidrig.
Um 1969 war Besgen maßgeblich an der Planung und Gründung des Gymnasiums St. Wolfhelm in Waldniel beteiligt und wurde dessen erster Leiter bis zur Pensionierung 1985. Als Oberstudienrat unterrichtete er Religion und Geschichte. Er ist einer der Ehrendomherren im Hohen Dom zu Aachen. 2009 wurde anlässlich seines 85. Geburtstages die Aula des Gymnasiums St. Wolfhelm Schwalmtal nach ihm benannt. Im Jahr 2022 wurde ihm die Ehrenbürgerwürde der Gemeinde Schwalmtal verliehen.

## Veröffentlichungen
- Religion und Philosophie bei Max Scheler. Dissertation. Universität Bonn 1949.
- Der stille Befehl. Medizinalrat Kersten, Himmler und das Dritte Reich. Nymphenburger Verlagshandlung, München 1960.
- Das biblische Werk Marc Chagalls. In: Stimmen der Zeit. Heft 12, Dezember 1996 (online).